# Hymn Turkmeńskiej SRR
Hymn Turkmeńskiej SRR został przyjęty w roku 1946 i był używany do 1997. Muzykę skomponował Weli Muhadow, a słowa napisał Aman Kekiłow.
W 1977 oryginalny tekst został zmieniony, aby usunąć wzmianki o Józefie Stalinie. W 1997 roku hymnem państwowym Turkmenistanu stał się utwór Türkmenistanyň Döwlet Gimni, również kompozycji Weli Muhadowa.

## Słowa turkmeńskie, cyrylica
Дең хукуклы халклармызың достлугы
Совет илин бир машгала өвүрди!
Бу достлугың аркадагы рус халкы
Эгсилмез доганлык көмегин берди.
Яша сен, кувватлан, эй азат Ватан!
Баряң коммунизмиң еңшине бакан.
Ленин партиясындан гүйч алян, өсйән,
Совет Ватанымыз, җан Түркменистан!
Бейик Ленин ачды азатлык ёлун,
Бизе бакы ягты дурмуш гетирди.
Галкындырып әхли халкы хак ише,
Еңише, зәхмете, багта етирди.
Яша сен, кувватлан, эй азат Ватан!
Баряң коммунизмиң еңшине бакан.
Ленин партиясындан гүйч алян, өсйән,
Совет Ватанымыз, җан Түркменистан!
Коммунизме баглап арзув-эркимиз,
Айдың гелҗегмизи дөредйәс, гуряс.
Гызыл байдагы биз берк тутуп голда,
Биз бейик максада ынамлы баряс.
Яша сен, кувватлан, эй азат Ватан!
Баряң коммунизмиң еңшине бакан.
Ленин партиясындан гүйч алян, өсйән,
Совет Ватанымыз, җан Түркменистан!

## Słowa turkmeńskie, alfabet łaciński
Deň hukukly halklarmyzyň dostlugy
Sowet ilin bir maşgala öwürdi!
Bu dostlugyň arkadagy rus halky
Egsilmez doganlyk kömegin berdi.
Ýaşa sen, kuwwatlan, eý azat Watan!
Barýaň kommunizmiň eňşine bakan.
Lenin partiýasyndan güýç alýan, ösýän,
Sowet watanymyz, jan Türkmenistan!
Beýik Lenin açdy azatlyk ýolun,
Bize baky ýagty durmuş getirdi.
Galkyndyryp ähli halky hak işe,
Eňişe, zähmete, bagta etirdi.
Ýaşa sen, kuwwatlan, eý azat watan!
Barýaň kommunizmiň eňşine bakan.
Lenin partiýasyndan güýç alýan, ösýän,
Sowet Watanymyz, jan Türkmenistan!
Kommunizme baglap arzuw-erkimiz,
Aýdyň geljegmizi döredýäs, gurýas.
Gyzyl baýdagy biz berk tutup golda,
Biz beýik maksada ynamly barýas.
Ýaşa sen, kuwwatlan, eý azat watan!
Barýaň kommunizmiň eňşine bakan.
Lenin partiýasyndan güýç alýan, ösýän,
Sowet watanymyz, žan Türkmenistan!